# Стрип (фильм)
«Стрип» (англ. The Strip) — фильм нуар режиссёра Ласло Кардоша, который вышел на экраны в 1951 году.
Фильм рассказывает о профессиональном барабанщике Стэне Мэкстоне (Микки Руни), который устраивается на работу в музыкальный клуб в районе Сансет-стрип и влюбляется в танцовщицу Джейн Тэффорд (Сэлли Форрест), которая мечтает стать кинозвездой. Чтобы помочь ей с карьерой, Стэнли знакомит её с обладающим обширными связями гангстером Санни Джонсоном (Джеймс Крейг), который начинает ухаживать за девушкой, а самого Стэна пытается выслать из города. Когда барабанщик рассказывает о сложившейся ситуации Джейн, она направляется к гангстеру, и на следующий день Санни находят убитым, а Джейн — тяжело раненой в собственной квартире.
Значительная часть картины снималась на натуре в районе Сансет-стрип в около Лос-Анджелеса. Интерьерные сцены снимались в расположенных в этом районе популярных ресторанах и ночных клубах.

## Сюжет
Однажды рано утром помощники шерифа округа Лос-Анджелес прибывают по срочному вызову в квартиру в районе Сансет-стрип, где обнаруживают тяжело раненную выстрелом в плечо молодую женщину Джейн Тэффорд (Сэлли Форрест). Её соседка и близкая подруга, начинающая актриса Полетт Эрдри (Мирна Делл), которая и вызвала полицию, опознаёт по фотографии, найденной в квартире Джейн, одного из её знакомых, а также сообщает, что Джейн работала танцовщицей в джазовом клубе Fluff’s Dixieland Club. Тем же утром детективы из офиса шерифа приезжают домой к другу Джейн, гангстеру Делвину «Санни» Джонсону (Джеймс Крейг), обнаруживая, что тот был недавно застрелен. Вскоре помощники шерифа задерживают Стэнли Мэкстона (Микки Руни), которого опознала Полет по фотографии, и доставляют его в участок для допроса. Стэн сообщает детективу, лейтенанту Боннабелу (Том Пауэрс), что Джейн была его девушкой, пока она не начала встречаться с Санни, который в свою очередь был его боссом. Понимая, что он становится главным подозреваемым в двойном убийстве, Стэн рассказывает всю историю своих взаимоотношений с Санни и Джейн:
В результате ранения на Корейской войне, Стэн попал в военный госпиталь в Канзасе. После выздоровления Стэн, который является профессиональным барабанщиком, отправился на машине в Лос-Анджелес в расчете поступить на работу в один из джазовых оркестров. Однако на дороге его подрезает машина, в которой едет Санни со своей подружкой, в результате старая машина Стэна вылетает в кювет и фактически разваливается на части. Санни обещает компенсировать Стэну весь ущерб от аварии, и, более того, предлагает ему работу в собственной подпольной букмекерской конторе с очень приличным окладом 200 долларов в неделю. Стэн соглашается на предложенные условия, рассчитывая таким образом накопить деньги, чтобы открыть собственный джазовый клуб, что является его мечтой. Стэн отработал год в конторе Санни, которая действует под видом страховой компании, но однажды на неё нагрянула полиция, и Стэну пришлось бежать через окно. Скрываясь от полиции, Стэн выбегает на Сансет-стрип, где прыгает в отъезжающую машину, которой управляет Джейн. Они быстро знакомятся и находят общий язык, и Джейн подвозит Стэна до дома, сообщая, что направляется на работу в клуб Fluff’s Dixieland. Вскоре вечером Стэн приезжает в этот клуб, чтобы снова встретиться с Джейн, и после закрытия клуба приглашает её на свидание. Однако Джейн, по её собственным словам, встречается только с теми мужчинами, которые могут помочь ей стать кинозвездой. И потому она просит своего друга, пожилого хозяина клуба и музыканта Флаффа (Уильям Демарест) сказать Стэну, что он не отпускает её на свидание. В ожидании Джейн Стэн садится за ударную остановку и начинает играть. Флаффа настолько впечатляет его игра, что он тут же предлагает Стэну место в своём оркестре, из которого только что уволился барабанщик. Однако Флафф может предложить Стэну заплату только 90 долларов в неделю, на что тот не может согласиться, сообщая, что получает намного больше в страховой компании. Флафф упрашивает Джейн уговорить Стэна перейти в его оркестр, и ради этого Джейн разрешает Стэну проводить себя домой, говоря, что они смогут встречаться чаще, если он будет работать у Флаффа. Стэн некоторое время сомневается, но в итоге соглашается перейти на работу к Флаффу, так как желание видеться с Джейн и быть барабанщиком перевешивают для него деньги и получение прочих жизненных благ. Санни на удивление легко отпускает Стэна и более того, даёт ему денег, однако предупреждает его, чтобы тот помалкивал о том, чем тот занимался в его конторе. Вскоре Стэн отправляется на встречу с Джейн, купив ей в подарок новую шляпку. Пока они беседуют у неё дома, заходит Полетт с просьбой посидеть с её маленьким сыном Арти (Томми Реттиг), пока она сходит на кинопробы. Во время разговора, чтобы привлечь к себе интерес Джейн, Стэн даёт ей понять, что у него есть знакомый со связями в Голливуде. Джейн настолько возбуждена этой информацией, что требует, чтобы Стэн немедленно отвёз её к этому человеку. По дороге непоседливый Арти давит на педаль газа, и они на перекрёстке попадают в небольшую аварию. Во время знакомства Джейн производит на Санни сильное впечатление, и он обещает ей помочь, однако, оставшись с ним наедине, Стэн предупреждает гангстера, что Джейн — его девушка. Тем же вечером за ужином Стэн заводит с Джейн разговор об их будущем, из чего она понимает, что он собирается сделать ей предложение. Она благодарит его за помощь, но говорит ему, что сейчас для неё самым важным в жизни является стать кинозвездой. Тем временем Стэн становится всё более популярным как музыкант в клубе Флаффа. Однако его тревожит то обстоятельство, что Санни почти каждый вечер проводит в компании Джейн, при этом, вопреки её ожиданиям, Санни ничего не делает для продвижения её карьеры. Вопреки совету Флаффа Стэн начинает ревниво следить за Санни и Джейн, что вызывает раздражение гангстера. Однажды он присылает к Стэну двоих своих подручных, которые сообщают, что Санни решил открыть филиал в Финиксе. Они передают Стэну билет и деньги, чтобы тот немедленно выехал в Финикс и организовал там работу. Боясь отказать Санни, Стэн приходит к Флаффу, чтобы сообщить ему о своём увольнении. Однако Флафф убеждает Стэна, что тот должен бороться за своё будущее и не поддаваться на угрозы Санни. Тогда Стэн приезжает в офис гангстера и сообщает ему, что отказывается от его предложения, и угрожает в случае давления на него рассказать о деятельности Санни полиции. После этого Стэн едет к Джейн, однако двое подручных Санни ловят и избивают Стэна, а затем увозят его на автомобиле. Когда они останавливаются на перекрёстке, Стэн вспоминает про проделку Арти и резко жмёт на педаль газа, а когда их машина попадает в аварию, вырывается из рук бандитов и убегает. Стэн приходит в клуб, предупреждая Джейн, что люди Санни, который на самом деле является бандитом, преследуют его, и ему придётся бежать из города. Джейн прямо говорит Стэну, что не любит его, тем не менее, она считает его хорошим парнем и хочет ему помочь. Она обещает ему пойти к Санни и всё с ним уладить.
Закончив свой рассказ, Стэн говорит Боннабелу, что прошлым вечером он был в клубе Флаффа, а под утро отправился домой, откуда его и забрали помощники шерифа. В этот момент Боннабелу звонит врач, сообщающий, что Джейн пока так и не пришла в сознание, однако детектив сообщает Стэну, что Джейн созналась в убийстве Санни. Тогда, чтобы отвезти вину от Джейн, Стэн заявляет, что это он убил гангстера. Боннабел приезжает к Флаффу, который ещё ничего не знает о случившемся, и тот подтверждает, что Стэн всю ночь провёл в его клубе. Тем же днём Боннабел показывает Стэну подписанное Джейн заявление, согласно которому она застрелила Санни из самозащиты, когда тот в порыве ярости набросился на неё и даже ранил в плечо. После этого она смогла добраться до своей квартиры, где потеряла сознание. Боннабел говорит Стэну, что он свободен и может идти. На вопрос Стэна о Джейн детектив отвечает, что она на некоторое время пришла в себя и успела дать признательные показания, однако вскоре после этого умерла. Затем детектив провожает подавленного Стэна в клуб, где тот занимает своё место за барабанной установкой, и, начав игру на инструменте, возвращается к жизни.

## В ролях
- Микки Руни — Стэнли Мэкстон
- Сэлли Форрест — Джейн Тэффорд
- Уильям Демарест — Флафф
- Джеймс Крейг — Делвин «Санни» Джонсон
- Луис Армстронг — Луис Армстронг
- Томми Реттиг — Арти Эрдри
- Том Пауэрс — детектив, лейтенант Боннабел
- Мирна Делл — Полетт Эрдри
- Лестер Лорр — полицейский хирург (в титрах не указан)

## Создатели фильма и исполнители главных ролей
Продюсер фильма Джо Пастернак родился в Венгрии, где в 1929 году начал продюсерскую карьеру, а в 1936 году перебрался в США, где проработал до 1968 года. Всего Пастернак был продюсером 100 картин, прославившись многочисленными музыкальными фильмами, такими как «Три милые девушки» (1936), «Сто мужчин и девушка» (1937), «Без ума от музыки» (1938) «Всё началось с Евы» (1941), «Поднять якоря» (1945), «Старым добрым летом» (1949), «Летние гастроли» (1950), «Великий Карузо» (1951), «Люби меня или покинь меня» (1955) и «Противоположный пол» (1956). Как написал Хэл Эриксон, «этот фильм стал неожиданно мрачной работой для продюсера Джо Пастернака, имя которого обычно связано с весёлыми, бодрыми мюзиклами в формате Technicolor». Пастернак был женат на сестре режиссёра фильма Ласло Кардоша, который также начинал свою карьеру в Венгрии в 1930-е годы, после чего перебрался в Голливуд, где помимо данной картины поставил ещё четыре фильма — детектив «Тёмные улицы Каира» (1940), мюзикл «Девушка из маленького города» (1953), фильм нуар «Тихуанская история» (1957) и фантастический хоррор «Окаменевший человек» (1957).
Микки Руни начал сниматься в кино ещё подростком в 1934 году и продолжал сниматься вплоть до 2014 года, сыграв за свою 80-летнюю карьеру более чем в 300 фильмах. Руни четырежды номинировался на Оскар за работы в фильмах «Дети в доспехах» (1939), «Человеческая комедия» (1943), «Дерзкий и смелый» (1956) и «Чёрный скакун» (1979). Руни был актёром преимущественно лёгкого жанра, и за свою карьеру сыграл лишь в четырёх фильмах, которые относятся к жанру нуар — «Зыбучий песок» (1950), «Стрип» (1951), «Поездка по кривой дороге» (1954) и «Малыш Нельсон» (1957). Как отмечает историк кино Джефф Стаффорд, хотя после этого фильма Руни сыграет аналогичные роли положительных парней, попавших в несчастные обстоятельства, в таких фильмах, как «Незначительный случай воровства» (1953) и «Езда по преступной дороге» (1954), тем не менее, «этим фильмам не хватало той экзистенциальной тональности, которая присутствует „Стрипе“».
Сэлли Форрест была актрисой с профессиональным танцевальным образованием, но и с немалым драматическим талантом, что позволяло ей играть роли широкого жанрового диапазона, причём не только в Голливуде, но и на Бродвее. Среди наиболее значимых её картин — социальные драмы «Отвергнутая» (1949) и «Никогда не бойся» (1949), фильмы нуар «Загадочная улица» (1950) и «Пока город спит» (1956), хоррор-триллер «Странная дверь» (1951) и мюзикл «Извините мой прах» (1951). Наиболее значимыми картинами с участием Джеймса Крейга стали мелодрама «Китти Фойл» (1940), семейные фильмы «Человеческая комедия» (1943) и «У нас растёт нежный виноград» (1945), фильмы нуар «Переулок» (1950), «Леди без паспорта» (1950) и «Пока город спит» (1956), а также вестерн «Разборка в Медсин-бенд» (1957).

## История создания фильма
Фильм стал первой картиной Микки Руни на его «родной» студии MGM, куда он вернулся после трёхлетнего отсутствия. Как позднее вспоминал актёр в своей автобиографии «Жизнь слишком коротка», фильм делался, когда она находился «в одной из самых низких точек в своей карьере». Как пишет Руни, «это была работа, а я нуждался в работе. Я играл барабанщика в оркестре, которого ложно обвиняют в убийстве гангстера. Это был низкобюджетный мюзикл с низкобюджетной историей, но с хорошей музыкой… Фильм лишь совсем немного перекрыл вложенные в него средства, а я получил как раз достаточно, чтобы оплатить некоторые срочные счета». Однако дальнейших предложений о работе от MGM Руни не получил, и вскоре подписал контракт на три фильма со студией Colambia.
Как сообщается в закадровом рассказе в начале фильма, район Лос-Анджелеса, известный как «Сансет-стрип» был частью округа Лос-Анджелес, который окружал Бульвар Сансет к западу от Голливуда и к востоку от Беверли-Хиллс. Поскольку эта территория в административном плане не входила в город Лос-Анджелес, полицейские функции в нём осуществлял Департамент шерифа округа Лос-Анджелес. В 1984 году Бульвар Сансет и окружающие его территории были включены во вновь образованный город Западный Голливуд.
Согласно информации «Голливуд репортер», и это заметно в фильме, значительная часть уличных съёмок велась на натуре непосредственно в Сансет-стрип и в его окрестностях. Как отмечено на сайте Американского института кино, «интерьерные съёмки велись в популярных ночных клубах района Сансет-стрип, таких как Mocambo и Ciro’s, а также в ресторанах Little Hungary и Stripps».
Как отмечено многими критиками, украшением фильма стали джазовые номера в исполнении таких музыкантов, как Луис Армстронг, Джек Тигарден, Эрл Хайнс и Барни Бигард. Песня из фильма A Kiss to Build a Dream On была номинирована на Оскар как лучшая песня. Помимо музыкальных номеров в фильме Луис Армстронг записал для него ещё несколько инструментальных джазовых вещей, которые не вошли в картину. Эти номера и несколько песен из фильма впоследствии вошли в альбом-антологию Now You Has Jazz: Louis Armstrong at M-G-M, который был выпущен в 1997 году.

## Оценка фильма критикой

### Общая оценка фильма
Как пишет историк кино Спесер Селби, фильм рассказывает о «джазовом барабанщике и начинающей актрисе, которые связываются с рэкетирами, что приводит к жестокой трагедии», при этом главным достоинством картины, по его мнению, стало «изящное вплетение джазовой сцены Лос-Анджелеса в нуаровый сюжет». В свою очередь киновед Боб Порфирио добавил, «Стрип» стал «одним из серии небольших нуаров, в которых сыграл Микки Руни в 1950-е годы, где он обычно изображал искреннего маленького парня, которого мучает жизнь». Однако в отличие от других нуаров Руни, «этот фильм опирается на крепкую производственную поддержку MGM, а также содержит несколько отличных джазовых композиций». Историк кино Джефф Стаффорд назвал картину «странным гибридом нуара и мюзикла», далее написав, что «фильм действительно включает и то, и другое, и кроме того представляет тот тип ролей Руни, которые тот стал получать в начале 1950-х годов, когда ему было уже за 30 и он перестал быть чудо-мальчиком MGM». По мнению Стаффорда, картина доставляет «наслаждение возможностью понаблюдать за тем, как Руни играет более зрелую роль — роль поникшего неудачника, которая полностью противоречит его традиционному амплуа заряженного адреналином, гиперактивного героя». Другой причиной для просмотра этого фильма Стаффорд считает возможность «посмотреть невероятные музыкальные номера с участием таких легенд джаза, как Луис Армстронг и Джек Тигарден». Далее критик пишет, что хотя «фильм и не стал звёздным часом для Руни или одним из значимых нуаров студии MGM, он определённо заслуживает места в истории, хотя бы благодаря своему уникальному показу нескольких гигантов джаза», которые выступают с несколькими номерами в качестве оркестра вымышленного ночного клуба. Деннис Шварц назвал картину «небольшой детективной историей, которой добавила немного блеска студийная система MGM, а также Луис Армстронг и его признанный джазовый ансамбль». Как пишет критик, привлекательность фильму обеспечивают «оживлённая история, энергичные джазовые интерлюдии и несколько увлекательных сцен», также добавляя, что «фильм смог донести экзистенциальное настроение и веселье, которые исходили от клубной сцены Стрипа». В итоге получился «детектив выше среднего, который можно отнести к фильмам нуар по причине страдальческого выражения Руни в качестве жертвы любви». Майк Кини назвал фильм «стандартной криминальной драмой, которая добивается хорошего результата благодаря хорошей игре Руни, который сам играет на барабанах, и потрясающему джазу в исполнении Луиса Армстронга и его оркестра».

### Оценка музыкальной части фильма
Как пишет Стаффорд, «фильм доставит истинное наслаждение поклонникам джаза, благодаря таким номерам, как Shadrock в исполнении Луиса Армстронга и Basin Street Blues в исполнении Тигардена. Кроме того, очень молодой Вик Дэмоун поёт Don’t Blame Me, а Моника Льюис — бодрую латинскую композицию La Bota. А песню A Kiss to Build a Dream On, которая получила номинацию на Оскар как лучшая песня, по ходу фильма исполняют трижды: сначала это делает дуэт Руни и Демареста, затем девушка-шляпница во время репетиции и наконец Армстронг, который заставляет запомнить её навсегда». Кроме того, в фильме «присутствуют также оживлённые танцевальные номера, в которых Сэлли Форрест демонстрирует свою отличную физическую форму в компании танцоров-хипстеров».

### Оценка актёрской игры
Среди драматических актёров фильма критики обратили основное внимание на игру Микки Руни и Джеймса Крейга. В частности, Боб Порфирио написал, что «роль Руни в качестве мучающегося музыканта была сыграна после аналогичной роли Тома Нила в нуаре „Объезд“ (1945) и предшествовала роли Шарля Азнавура в криминальной драме „Стреляйте в пианиста“ (1960)», а Крейг играет своего героя «со столь необходимой ей изюминкой. Его зацикленность на цветах даёт зрителю ощутить странный эстетизм этого нуарового гангстера» . Шварц считает, что «Руни великолепен в роли вечной жертвы, который находит свою душу только когда полностью погружается в свою музыку», а Крейг отличен «в качестве утончённого злодея, который зациклен на садоводческой коллекции в своём офисе, придавая своей роли странную жутковатую тональность».